# Eleonora Gasparrini
Eleonora Camilla Gasparrini (Torino, 25 marzo 2002) è una ciclista su strada e pistard italiana che corre per l'UAE Team ADQ. Nel 2020, nella categoria Juniores, ha vinto la prova in linea dei campionati europei; è attiva tra le Elite dal 2021.

## Palmarès

### Strada
- 2019 (juniores)

Campionati italiani, Prova a cronometro Juniores
Campionati italiani, Prova in linea Juniores
- 2020 (juniores)

Campionati europei, Prova in linea Juniores
- 2022 (Valcar, una vittoria)

MerXem Classic
- 2023 (UAE Team ADQ, una vittoria)

3ª tappa Giro di Svizzera femminile
- 2024 (UAE Team ADQ, quattro vittorie)

Trofeo Binissalem-Andratx
La Classique Morbihan
Campionati italiani, Prova in linea Under 23
Women's Cycling Grand Prix Stuttgart & Region
- 2025 (UAE Team ADQ, una vittoria)

Grand Prix du Morbihan

#### Altri successi
- 2023

Classifica giovani Setmana Ciclista - Volta a la Comunitat Valenciana fémines
Classifica giovani RideLondon Classique 2023
- 2024

Classifica giovani RideLondon Classique 2024

### Pista
- 2019 (juniores)

Campionati europei, Omnium Juniores
Campionati europei, Inseguimento a squadre Juniores (con Camilla Alessio, Giorgia Catarzi, Sofia Collinelli e Matilde Vitillo)
Campionati mondiali, Inseguimento a squadre Juniores (con Camilla Alessio, Giorgia Catarzi, Sofia Collinelli e Matilde Vitillo)
- 2021

Campionati europei, Inseguimento a squadre Under-23 (con Chiara Consonni, Martina Fidanza e Silvia Zanardi)
- 2022

Campionati europei, Inseguimento a squadre Under-23 (con Vittoria Guazzini, Matilde Vitillo e Silvia Zanardi)

## Piazzamenti

### Grandi Giri
- Giro d'Italia

2021: 64ª
2024: 35ª
- Tour de France

2022: non partita (6ª tappa)
2023: 32ª

### Classiche monumento
- Milano-Sanremo

2025: ritirata
- Giro delle Fiandre

2021: ritirata
2022: 42ª
2023: 40ª
2024: 80ª
2025: 46ª
- Liegi-Bastogne-Liegi

2021: 71ª

### Competizioni mondiali
- Campionati mondiali su strada

Glasgow 2023 - In linea Elite: ritirata
- Campionati mondiali su pista

Francoforte sull'Oder 2019 - Inseguimento a squadre Juniores:  vincitrice
Francoforte sull'Oder 2019 - Omnium Juniores: 2ª

### Competizioni europee
- Campionati europei su strada

Alkmaar 2019 - In linea Junior: 28ª
Plouay 2020 - In linea Junior: vincitrice
Anadia 2022 - In linea Under-23: 38ª
Drenthe 2023 - In linea Under-23: 9ª
Limburgo 2024 - In linea Under-23: 3ª
- Campionati europei su pista

Gand 2019 - Omnium Juniores: vincitrice
Gand 2019 - Inseguimento a squadre Juniores: vincitrice
Gand 2019 - Americana Juniores: 3ª
Apeldoorn 2021 - Inseguimento a squadre Under-23: vincitrice
Anadia 2022 - Inseguimento a squadre Under-23: vincitrice